# (14595) Peaker
(14595) Peaker est un astéroïde de la ceinture principale.

## Description
(14595) Peaker est un astéroïde de la ceinture principale. Il fut découvert le 23 septembre 1998 à Kitt Peak par le projet Spacewatch. Il présente une orbite caractérisée par un demi-grand axe de 2,56 UA, une excentricité de 0,23 et une inclinaison de 4,8° par rapport à l'écliptique.

## Compléments